# Li Ven-liang (orvos)

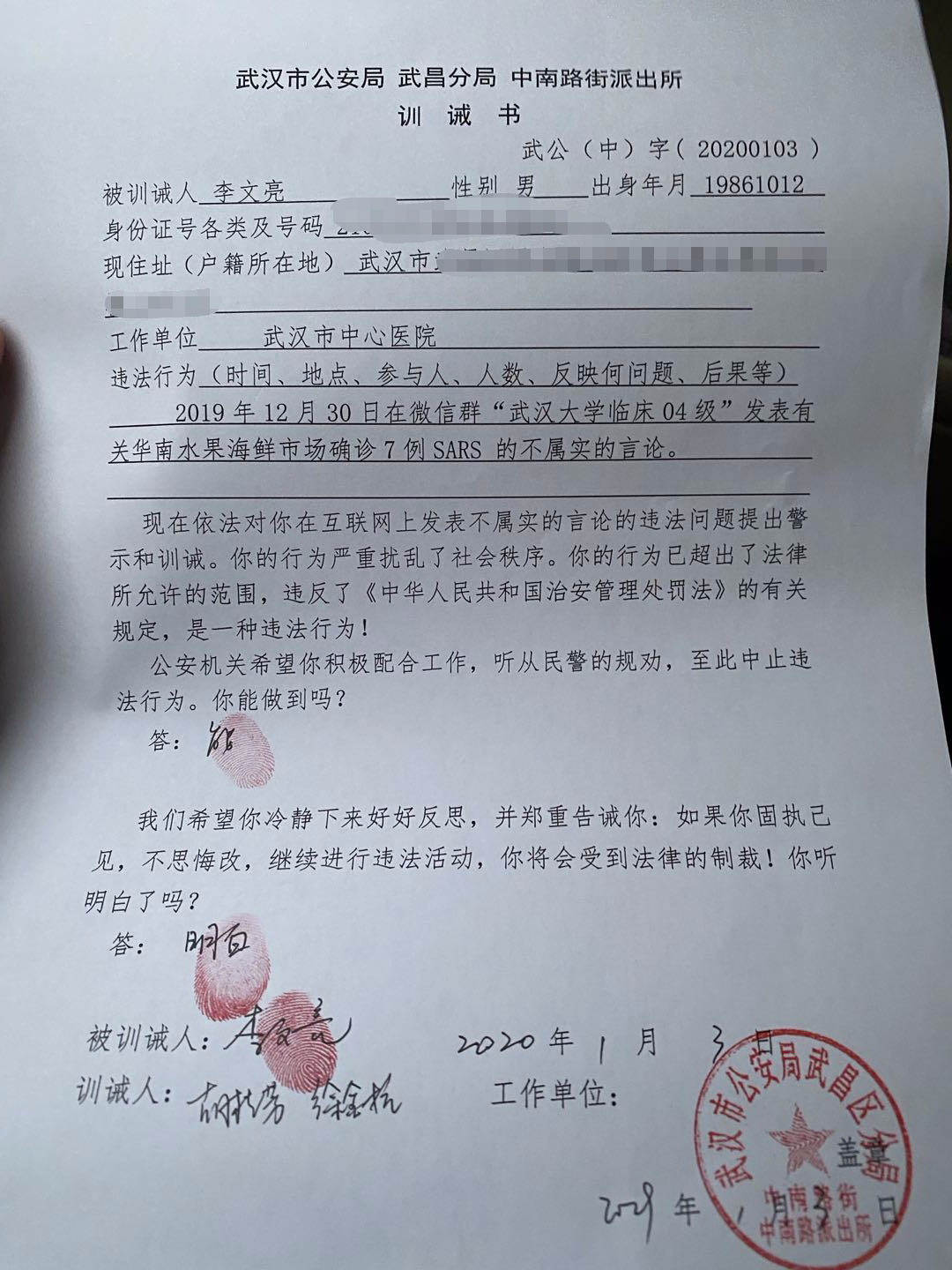
A vuhani (wuhani) rendőrség által kiadott felszólítólevél, amely arra kötelezi Li Ven-liang (Li Wenliang)ot, hogy hagyja abba a „pletykák terjesztését” a „SARS” -ról

Li Ven-liang (kínaiul: 李文亮, hanjü pinjin átírással: Lǐ Wénliàng) (Pejcsen, 1985. október 12. – Vuhan, 2020. február 7.) kínai orvos, szemész.
A Vuhan (Wuhan)ban kitört, később világjárvánnyá szélesedett koronavírus-járványról először tudósító, a kínai hatóságokat megelőzve, a járványt a világ közvéleménye előtt felfedő kínai orvos. Azonnal tájékoztatta a vírus megjelenéséről kollégáit, emiatt a kínai hatóságok megrovásban részesítették „valótlan információ terjesztése” vádjával. Az első hírek a járványról és a tömeges tüdőgyulladásos megbetegedésekről csak január 3. után jelentek meg a nemzetközi közvélemény számára.
Később a koronavírus őt is megfertőzte, aminek következményeként tüdőgyulladást kapott, majd pár nap múlva elhunyt. Kínában sokan mélyen megrendültek, a járvány orvosmártírjaként  tekintenek rá.

## Életrajz
Liaoning (Liaoning) tartományban, Pejcsen (Beizhen) településen született. 2004-ben a Vuhan (Wuhan) Egyetemen kezdte el hét évig tartó orvosi tanulmányait. Orvossá válása után szemész szakorvos volt a Vuhan (Wuhan)i Központi Kórházban. Amikor 2019 december végén sorozatos tüdőgyulladásos megbetegedések történtek Vuhanban (Wuhanban), december 30-án értesítette a WeChat.com kínai  közösségi hálózat chatcsoportjának orvosait körülbelül hét betegről, akik a vuhan (wuhan)i kórházban tartózkodtak és a SARS-CoV koronavírus okozta fertőzés gyanúja lépett fel náluk. Érdekesség, hogy az orvos figyelmeztetését szintén orvos barátainak szánta, ám a zárt csoportban közöltekről készült kép kiszivárgott.
2020. január elsején a kínai állami Hszinhua (Xinhua) Hírügynökség arról számolt be, hogy Vuhan (Wuhan)ban vádat emeltek nyolc ember ellen, hamis információk internetes terjesztése miatt. A beszámolóban azt is leszögezték, hogy semmi jel nem utalt a fertőzés emberről emberre történő terjedésére és az egészségügyi személyzet megfertőződésére.
Négy nappal internetes posztja után behívót kapott a Vuhan (Wuhan) Városi Biztonsági Irodához, ahol kénytelen volt aláírni egy nyilatkozatot. A nyilatkozat másolatát január végén közzétette a Sina Weibo internetes oldalon. Ezután a hatóságok nyilvánosan elnézést kértek tőle. A Li ügyében folytatott hivatalos vizsgálat megállapította, hogy az illetékes rendőrőrs szokatlan rendvédelmi eljárást alkalmazott, és nem megfelelő utasításokat adott. Később több tisztviselőt megbüntettek az eljárás miatt.
A világ akkor ismerte meg a valóságot, amikor a szingapúri Outbreak News Today január 5-én jelentette, hogy a kínai Hupej (Hubei) tartományban, Vuhan (Wuhan) városában dolgozó egészségügyi tisztviselők összesen 59 vírusos tüdőgyulladásos beteget jelentettek (január 5-ig), köztük 7 kritikus állapotú beteget.

### Halála
Koronavírus általi megbetegedés okozta a halálát. 2020. február 7-én hunyt el.

### Emlékezete
A kínai hatóságok később posztumusz kitüntetésben részesítették több más, a Covid19-ben elhunyt egészségügyi dolgozóval együtt, továbbá kártérítést nyújtottak az orvos családjának. Április 2-án hivatalosan a járvány mártírjává nyilvánították.